# Parolulis olivescens
Parolulis olivescens là một loài bướm đêm trong họ Noctuidae.